# Haiku-Pauwela
Haiku-Pauwela é uma Região censo-designada localizada no estado americano de Havaí, no Condado de Maui.

## Demografia
Segundo o censo americano de 2000, a sua população era de 6578 habitantes.

## Geografia
De acordo com o United States Census Bureau tem uma área de
46,6 km², dos quais 40,8 km² cobertos por terra e 5,8 km² cobertos por água.

## Localidades na vizinhança
O diagrama seguinte representa as localidades num raio de 20 km ao redor de Haiku-Pauwela.